# Приозёрное (Приморский край)
Приозёрное — село в Хорольском районе Приморского края России. Входит в сельское поселение Благодатненское.
Стоит на автодороге, соединяющей сёла Благодатное и Прилуки, до Благодатного (на восток) около 10 км.

## История
Село основано в 1875 году казаками из Забайкалья. Село имело статус казачьей станицы.
На месте нынешнего села Приозёрного в конце XIX века появилось поселение Василье-Егорьевское, относящееся к Гродековскому казачьему округу. Село имело статус казачьей станицы. Атаманом был Петровский Лавро. Родившийся и живший в станице до 17 лет (потом переехавший в село Новожатково) Пережинский рассказывал, что замков на дверях домов и сараев у них никогда не вешали. А вот как был наказан за воровство Иван Козаченко, сын Матфея Козаченко. По решению казачьего суда, украденный шарф повязали ему вокруг поясницы, привязали украденную пилу, в руки дали украденные вилы и в таком виде провели по станице. За воровство хомутов он уже был бит плетьми. И в конце концов был отправлен на каторгу за убийство отца.
Церкви в Васиье-Егорьевском никогда не было. Молиться ходили по церковным праздникам в Благодатное или в Новожатково. Ездили в Никольск-Уссурийский на базар. Есть сведения, что в 1922 году здесь побывали семёновцы и японцы. а в 1923 г. прибыли бойцы Красной Армии, сместили атамана и вместо него поставили представителя Советской власти Рубанова. Во время коллективизации многие покинули село, и след их затерялся. Возможно, кто-то оказался в банде на станции Хорватово, которая отбивала прилукские обозы с сеном и фуражом, убивала пастухов и угоняла табуны и стада за кордон.
В 1930 году село стало отделением совхоза «Комсомолец». Во время проведения беседы «О текущем моменте» был смертельно ранен Геннадий Усачёв, приехавший в Прилуки из города в числе рабочих «25-тысячников». Его именем было названо село Усачёвка Хорольского района.
До того, как стать Приозёрным, бывшее Василье-Егорьевское много лет именовалось совхозом № 5. В войну и до середины 50-х годов здесь был лагерь для заключённых. Женских бараков было четыре, мужских — два. В лагере сидели уголовники, изменники Родины, получившие по 20 лет. Много было и проходивших по 58-й статье пункт 10 Уголовного кодекса, так называемые «болтуны», сказавшие что-то лишнее в присутствии доносчика. Сидели и «бытовики»: опоздал на работу на несколько минут — пять лет, унёс с поля немного зерна и несколько картофелин — столько же. Заключённые выращивали картофель, овощи для лагерей Магаданской области. Они же посадили и вырастили большой грушевый сад, дававший большие урожаи. Время от времени наведывалось северное начальство, которому очень нравилось небольшое, окружённое сопками село, с чистым воздухом, хорошей водой.
По воспоминаниям старожилов Приозёрного, здесь отбывал срок врач, проходивший по делу об отравлении Максима Горького. Случались побеги из зоны. Охранники искали беглецов по всему Приморью и находили. В лагере учителя из вольнонаёмных вели учебные занятия с заключенными. Недалеко от дороги, ведущей сейчас в мехмастерские, был карцер, откуда время от времени на всю округу разносились крики провинившихся. На территории лагеря всегда была идеальная чистота и необыкновенный порядок — ни бумажки, ни соринки. Заключенные построили в 1955 году красивое двухэтажное здание средней школы, такой не было ни в одном селе.
Отсидевшие свой срок часто оставались в селе — некоторые не имели права покидать пределы края, другим некуда было деться. Многие находили свою половину, создавали семью и оставались здесь жить.
Лагерь ликвидировали в конце пятидесятых годов. С 1958 года совхоз стал подчиняться Магаданскому областному агрокомитету. До самого конца 90-х годов совхоз исправно поставлял Магадану сельхозпродукцию. С 1966 года совхоз стал называться «Приозёрным», село получило название Приозёрное. Здесь был построен добротный типовой дом культуры, детский сад, столовая и торговый центр. В 1973 году начал работать АВМ — завод витаминно-травянной муки. В 2010-е гг. нет ни завода, ни детского сада, ни столовой, ни бани. Сельскохозяйственное производство свёрнуто. С 1997 года уже нет магаданского подчинения, хозяйством руководят из районного управления сельского хозяйства. Но с 2007 года действует православный приход в честь Святителя Иннокентия, митрополита Московского, первого епископа Камчатского, Курильского и Алеутского, просветителя Сибири и Америки. В феврале 2008 г. Митрополит Владивостокский и Приморский Вениамин заложил и освятил камень в основание нового храма. В 2009 г. по инициативе настоятеля храма игумена Романа (Медведева) и стараниями жителя села Романа Васюсина был спроектирован и построен Крест-памятник всем воинам, защитившим Отечество, перед которым ежегодно проводятся памятные митинги и панихиды в память ветеранов. Кроме этого, по инициативе настоятеля в селе была установлена детская площадка, подаренная спонсорами - компанией "Энергетические угли" (Владивосток). При православном приходе организован Молодёжный центр и приют "Наследникъ". На трассе перед въездом в село установлен памятный покаянный Крест, к которому из села ежегодно проходит крестный ход в день праздника Воздвижения Креста Господня 27 сентября.
В прошлом году на юбилей школы съехались её бывшие выпускники со всех уголков Приморья. Когда не было средних школ в Петровичах, в Благодатном и Прилуках, после девятого класса ученики учились в Приозёрнеской средней школе, а жили в интернате — на территории бывшего лагеря.

## Население
| 2002 | 2008 | 2010 |
| ---- | ---- | ---- |
| 397  | ↘386 | ↘326 |

## Инфраструктура
В селе действует фельдшерско-акушерский пункт, клуб, библиотека, православный храм. Создан СХПК «Рось» по выращиванию овощей, зерновых и заготовке кормов для скота.

## Улицы
- Ленинская ул.
- Механический пер.
- Молодёжная ул.
- Новая ул.
- Подгорная ул.